# Kamyšin
Kamyšin (rusky Камы́шин) je město ve Volgogradské oblasti Ruské federace. Nachází se na pravém břehu Volgogradské přehrady u ústí řeky Kamyšinky mezi městy Saratovem a Volgogradem. Při sčítání lidu v roce 2010 měl bezmála 120 tisíc obyvatel, takže byl třetím největším oblastním městem.
Poblíž města byla v 80. letech československá báze montérů, kteří stavěli plynovod Orenburg. Zaroveň se podíleli na výstavbě infrastruktury (obytné domy, technické zázemí).

## Rodáci
- German Nikolajevič Lipkin (1924–2007), hrdina Sovětského svazu (1944)
- Alexej Petrovič Maresjev (1916–2001), pilot
- Děnis Kolodin (*1982), fotbalista